# Jadwiga Jankowska-Cieślak
Jadwiga Jankowska-Cieślak sinh ngày 15.2.1951 tại Gdańsk, là nữ diễn viên điện ảnh người Ba Lan.
Bà đã xuất hiện trong 33 phim, bắt đầu từ năm 1972, và đã đoạt Giải cho nữ diễn viên xuất sắc nhất tại Liên hoan phim Cannes năm 1982 cho vai diễn trong phim Another Way.

## Danh mục phim
- 1972 - Ostatni liść
- 1972 - Trzeba zabić tę miłość
- 1975 - Znikąd donikąd
- 1976 - Sam na sam
- 1977 - Pani Bovary to ja
- 1982 - Egymásra nézve (Another Way)
- 1983 - Stan wewnętrzny
- 1985 - Wkrótce nadejdą bracia
- 1987 - Zabij mnie glino
- 1989 - 300 mil do nieba
- 1989 - Sztuka kochania
- 1992 - Pierścionek z orłem w koronie
- 1996 - Słodko gorzki
- 1996 - Wezwanie
- 2000 - Szczęśliwy człowiek
- 2005 - PitBull
- 2005 - Oda do radości
- 2006 - Co słonko widziało
- 2006 - Droga wewnętrzna
- 2006 - Kochankowie z Marony
- 2007 - Środa, czwartek rano
- 2008 - Whisky z mlekiem
- 2008 - Rysa
- 2009 - Tatarak